# Johnstown (Nebraska)
Johnstown ist ein Village im Brown County im US-Bundesstaat Nebraska. Dem US-Census von 2020 nach hat die Siedlung 47 Einwohner. Sie liegt am U.S. Highway 20 von Newport in Oregon nach Boston in Massachusetts sowie an einer ehemaligen Bahnstrecke der Chicago and Northwestern Railway, die zum Cowboy Trail umgenutzt wurde.

## Kultur
Das Dorf wird in dem Film "O Pioneers!" von 1992 gezeigt.